# موزه مرسدس بنز
موزه مرسدس بنز، در اشتوتگارت، آلمان؛ موزه‌ای از اتومبیل‌های شرکت مرسدس بنز است که از قدیم تا جدید ساخته شده و به معرض دید همگان قرار داده‌اند. شهر اشتوتگارت اولین شهری است که اتومبیل مرسدس بنز را در آن به نمایش گذاشته‌اند و شهر اولیه مرسدس است.

## ساخت موزه
این موزه در ۱۹ مه ۲۰۰۶ توسط شرکت یو ان استودیو ساخته شده‌است. قبل از احداث این موزه در این مکان کارخانه‌ای قرار داشت که پس از آن این موزه را افتتاح کردند.